# Стайнер, Карел
Карел Стейнер (чеш. Karel Steiner; 26 января 1895, Прага, Цислейтания — 29 апреля 1934, Чехословакия) — чехословацкий футболист, игравший на позиции защитника. Известный по выступлениям за команды «Виктория» (Жижков) и «Спарта» (Прага). В составе обоих клубов был чемпионом Чехословакии. Игрок национальной сборной Чехословакии, участник Олимпийских игр 1920 года.

## Клубная карьера
Родился 26 января 1895 года в местечке Бубенеч, на тот момент пригороде Праги (с 1922 года Бубенеч стал частью Праги). В 18 лет молодой студент и способный футболист предлагал свои услуги «Спарте», но не был принят в команду.
Футболиста приняла «Виктория» с Жижкова, где Стейнер быстро стал ведущим игроком, выступая на позиции защитника. В 1914 году стал с командой победителем Кубка милосердия. В финале клуб из Жижкова одолел со счётом 1: 0 «Славию». Ещё одну победу в кубке милосердия «Виктория» завоевала в 1916 году, переиграв в финале «Спарту» со счётом 3: 0.
В 1920 году получил приглашение в национальную сборную Чехословакии, отправляемой на Олимпийские игры. В 1921 году с «Викторией» стал победителем Кубка Средней Чехии. В финале команда одолела со счётом 3: 0 непобедимую «Спарту» (в двух предыдущих розыгрышах «Виктория» проигрывала «Спарте» 0: 2 и 1: 5).
В 1923 году Стейнер получил приглашение от «Спарты». В октябре 1923 году в составе нового клуба Карел стал победителем Кубка Средней Чехии, в финале «Спарта» со счётом 3: 1 победила «Славию». В декабре отправился с командой в испанское турне. В одном из матчей турне против «Атлетика» из Бильбао получил травму колена, залечивать которую вернулся в «Викторию».
Первый в Чехословакии профессиональный футбольный чемпионат 1925 года Стейнер провёл в составе «Спарты», занявшей второе место. Карел сыграл лишь в одном матче, проигрывая конкуренцию Антонину Гоеру и Антонину Пернеру. В следующем году Стейнер попадал в состав чаще, приняв по ходу сезона участие в 12 матчах из 22, а его команда завоевала чемпионское звание. Осенью 1926 года поехал с командой в турне по США, где команда сыграла 12 матчей, 7 из которых выиграла.
Игроком основы Карел стал в 1927 году, после получения Гоером тяжёлой травмы. В тандеме с Пернером он сыграл короткий чемпионат 1927 года, принёсший клубу второе подряд «золото», а также победу в розыгрыше Кубка Митропы. «Спарта» при участии Карела прошла «Адмиру» (Вена) и «Хунгарию» (Будапешт). В решающих матчах 1/2 финала против венского «Рапида» играл уже молодой Ярослав Бургр, а Стейнер покинул команду, вернувшись в состав «Виктории».
В сезоне 1927-28 годов «Виктории» удалось прервать гегемонию клубов «Спарта» и «Славия» и получить свою историческую единственную победу в чемпионатах Чехословакии. Клуб из Жижкова ни разу не проиграл прямым конкурентам (со «Славией» сыграли 2: 2 и 4: 3, со «Спартой» — 5: 3 и 1: 1) и заслуженно стал чемпионом. Для Стайнера это было третья подряд победа в чемпионате, завоеванная в составе двух разных клубов. Он был ведущим игроком своей команды, выступая в защите в паре с Франтишеком Стегликом.
Летом 1928 года «Виктория», как чемпион Чехословакии, приняла участие в кубке Митропы. В 1/4 финала чехословацкий клуб встречался с представителем Югославии клубом «Граджянски» (Загреб). Неожиданно уступив в Загребе 2: 3, «Виктория» взяла уверенный реванш дома — 6: 1, а один из мячей на 55-й минуте забил Стейнер. В полуфинале соперником команды из Жижкова стал венский «Рапид». В первой игре Карел на 9-й минуте с пенальти открыл счёт в матче, а его команда победила со счётом 4: 3. Ответный матч завершился минимальным поражением 2: 3, поэтому для выявления победителя был назначен дополнительный матч, победу в котором одержали более опытные австрийцы — 1: 3. Стейнер сыграл во всех пяти матчах турнира, а всего в 1927—1928 годах в кубке Митропы на его счёту 9 матчей и 2 гола.
В следующем сезоне «Виктория» стала второй в чемпионате, но победила в кубке Средней Чехии, переиграв в финале со счётом 3: 1 клуб «Либень». Ещё одну победу в кубке Средней Чехии Стенер праздновал в 1933 году, когда клуб из Жижкова победил в финале «Спарту» со счётом 2: 1.
В 1934 году в возрасте 39 лет, 2 месяца и 13 дней Стейнер забил свой последний гол в лиге. Лишь в начале 50-х Йозефу Бицану удастся превзойти этот показатель и забить ещё в более почтенном возрасте. В своём последнем матче он помог «Виктории» добыть ничью с клубом «Жиденице», прямым конкурентом в борьбе за выживание. Следующая игра против «Спарты» становилась решающей для клуба, но Карел уже не смог помочь своей команде. С менингитом он был доставлен в больницу, где и умер 29 апреля 1934 года.
На момент смерти ему было чуть больше 39 лет, он продолжал стабильно играть и успел в последнем для себя чемпионате забить 4 гола. Без своего лидера «Виктория» в итоге завершила чемпионат на предпоследнем месте и впервые вылетела из элитного дивизиона.
Всего в составе «Виктории» в первой лиге Стейнер провёл 84 матча и забил 15 голов. Современники называли Штейнера одним из лучших защитников своего времени, отмечали его тактически грамотную, неторопливую игру, отличную технику и футбольный интеллект, а также мощный удар с правой ноги, благодаря которому он немало забивал для игрок защитной линии.

## Выступления за сборную
В 1920 году попал в заявку национальной сборной, которая принимала участие в Олимпийских играх 1920 в Антверпене. Впервые вышел на поле в четвертьфинальной игре против Норвегии (4: 0), сменив в основном составе защитника «Спарты» Мирослава Поспешила. Начиная с этого матча неизменно играл в паре с Антонином Гоером, своим будущим партнёром по «Спарте». В полуфинале Карел отметился забитым голом на 70-й минуте матча против сборной Франции (4: 1). Финальную игру против хозяев бельгийцев чехословацкая команда не доиграла, оставив поле при счёте 0: 2 из-за предвзятого судейства. Последней каплей стало как раз удаление Карела Стайнера на 38-й минуте матча за фол против нападающего бельгийцев, после чего капитан сборной Чехословакии Карел Пешек вывел свою команду с поля. В итоге Чехословакия была дисквалифицирована и не получила даже серебряных медалей.
В следующий раз Стейнер сыграл в сборной в 1924 году. За год второй раз отличился забитым голом в игре против сборной Югославии (7: 0). Регулярно играл за команду в 1927 году. Тогда же забил с пенальти свой третий гол в ворота Венгрии. Одну из своих лучших игр за сборную Карел провёл против Австрии в Вене. Пара защитников Стейнер-Пернер не дала развернуться молодым звёздам австрийцев Маттиасу Синделару и Антону Шаллью, благодаря чему чехословацкая команда добыла выездную победу со счётом 2: 1.
Всего в 1920—1930 годах провёл в составе главной команды страны 14 матчей и забил три гола.

## Титулы и достижения
- Обладатель Кубка Митропы:

«Спарта»: 1927
- Чемпион Чехословакии:

«Спарта»: 1925-26, 1927
«Виктория»: 1927-28
- Серебряный призёр чемпионата Чехословакии:

«Спарта»: 1925
«Виктория»: 1928-29
- Обладатель Кубка милосердия:

«Виктория»: 1914, 1916
- Обладатель Кубка Средней Чехии:

«Виктория»: 1921, 1929, 1933
«Спарта»: 1923
- Финалист Олимпийского футбольного турнира : 1920[10]